# Berg-Zeitlose
Die Berg-Zeitlose (Colchicum montanum L.; Syn.: Merendera montana Lange; Merendera pyrenaica (Pourret) P. Fourn., Merendera bulbocodium Ramond) ist eine Pflanzenart aus der Gattung der Zeitlosen (Colchicum) in der Familie der Zeitlosengewächse (Colchicaceae).

## Merkmale
Die Berg-Zeitlose ist eine ausdauernde krautige Pflanze, die Wuchshöhen von 3 bis 7 Zentimeter erreicht. Sie bildet Knollen als Überdauerungsorgane. Die Laubblätter messen 7 bis 22 × 0,3 bis 1 Zentimeter; sie sind zur Blütezeit kaum entwickelt. Die Blüten haben einen Durchmesser von 4 bis 8 Zentimeter und sind rosalila mit weißer Mitte. Die Perigonblattspreiten messen 25 bis 65 × 3 bis 11 Millimeter. Die Staubbeutel sind am Grund am Staubfaden befestigt und sind nicht leicht beweglich.
Die Blütezeit reicht von (Juli) August bis Oktober.

## Vorkommen
Die Berg-Zeitlose kommt in Portugal, Spanien sowie im südwestlichen Frankreich in den Pyrenäen vor. Sie gedeiht auf trockenen, steinigen Berghängen, Ericaceen- und Stechginster-Heiden und subalpinen Wiesen in Höhenlagen von 900 bis 2500 Metern.

## Taxonomie
Die Berg-Zeitlose wurde 1753 von Carl von Linné in Species Plantarum Band 1, Seite 342 als Colchicum montanum erstbeschrieben.

## Nutzung
Die Berg-Zeitlose wird selten als Zierpflanze für Steingärten genutzt.

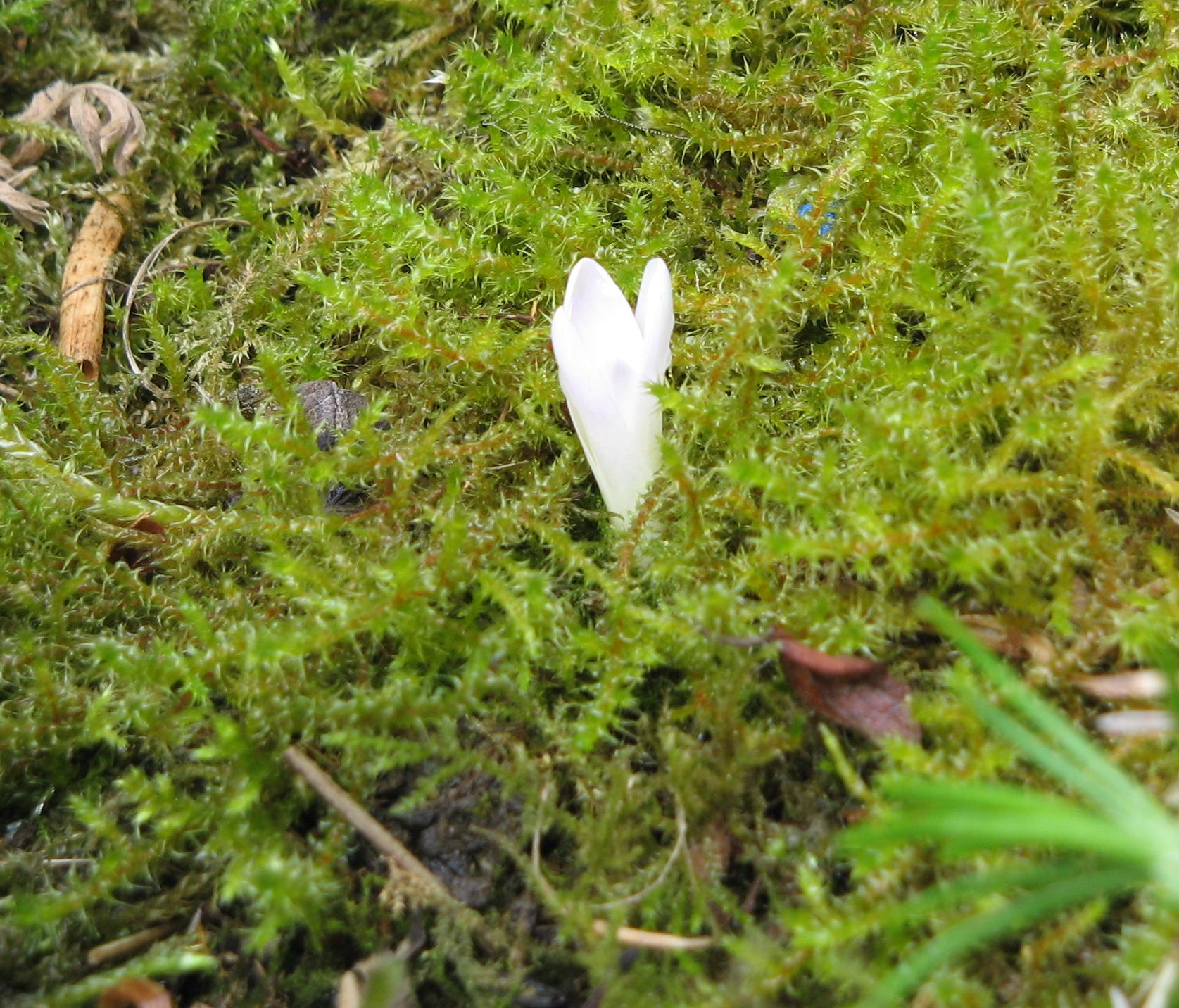
Aufblühen (Sommer)
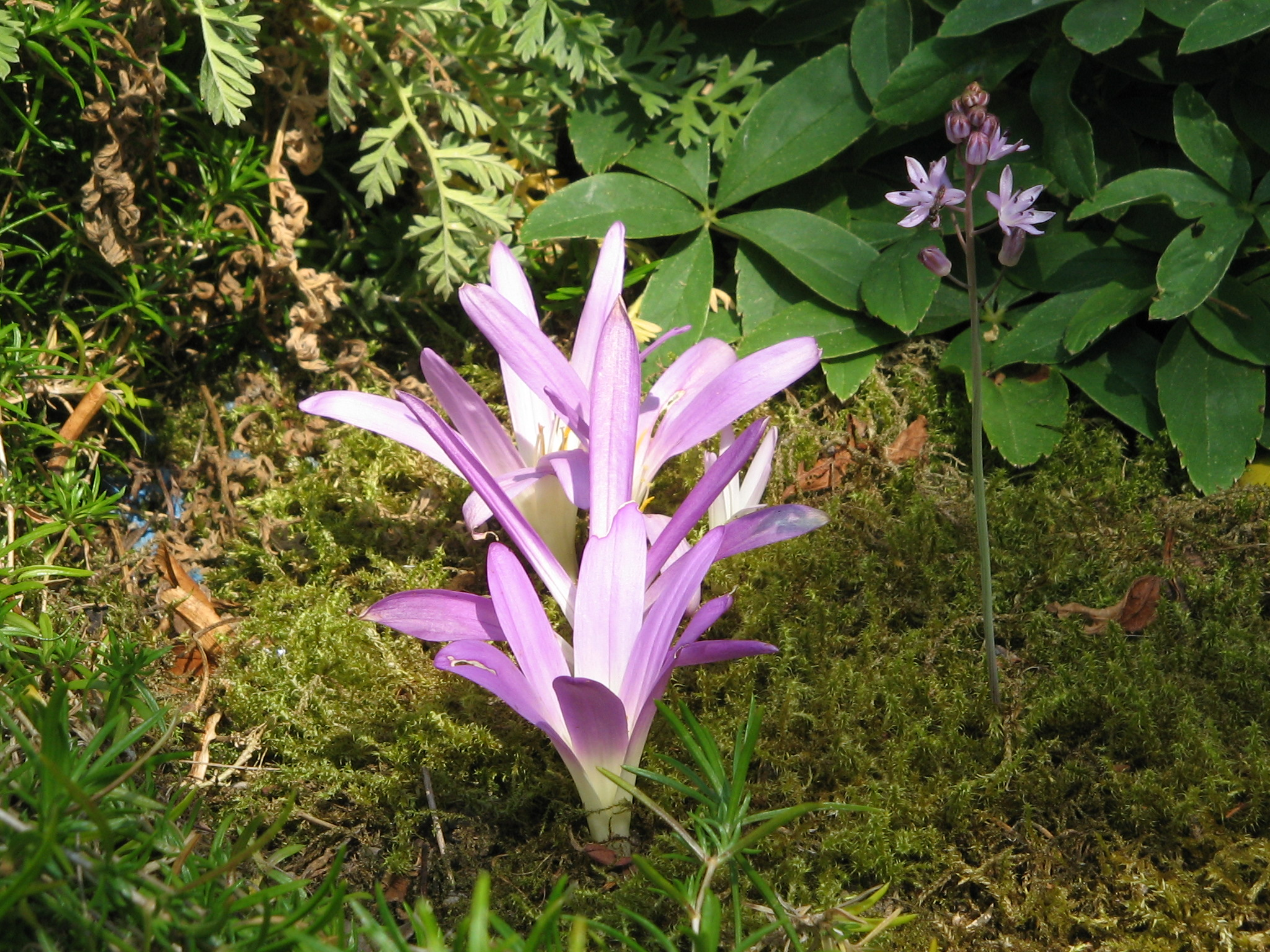
Blüte (Sommer)
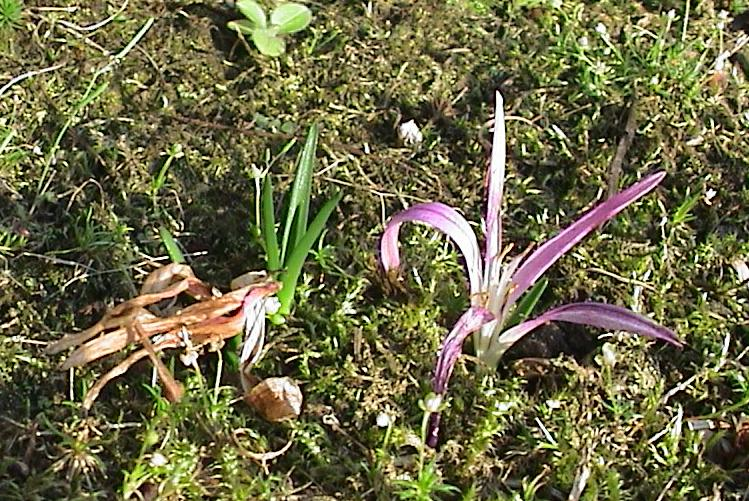
Verwelkende Blüten mit jungen Laubblättern (Herbst)
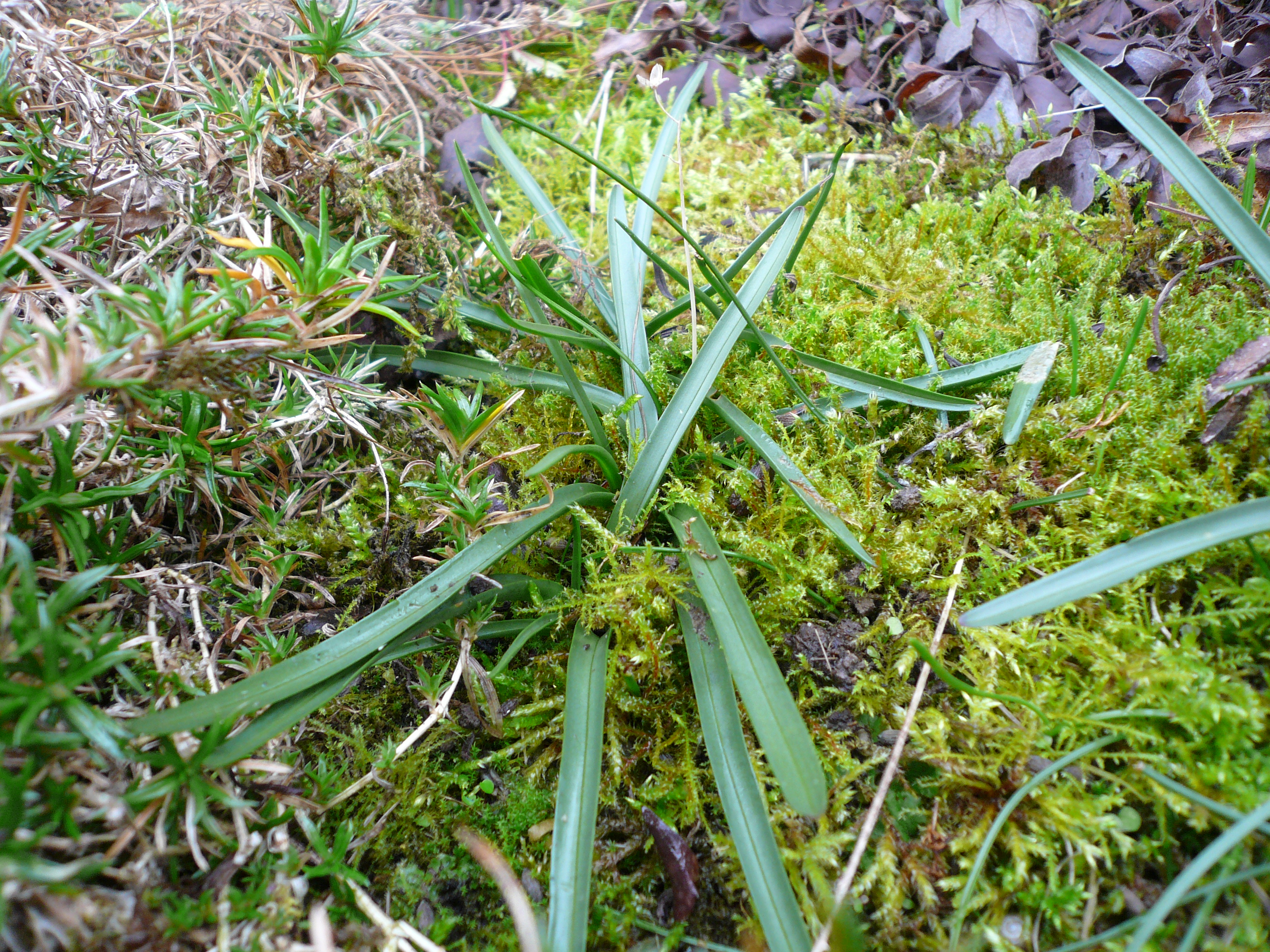
Laubblätter im Winter
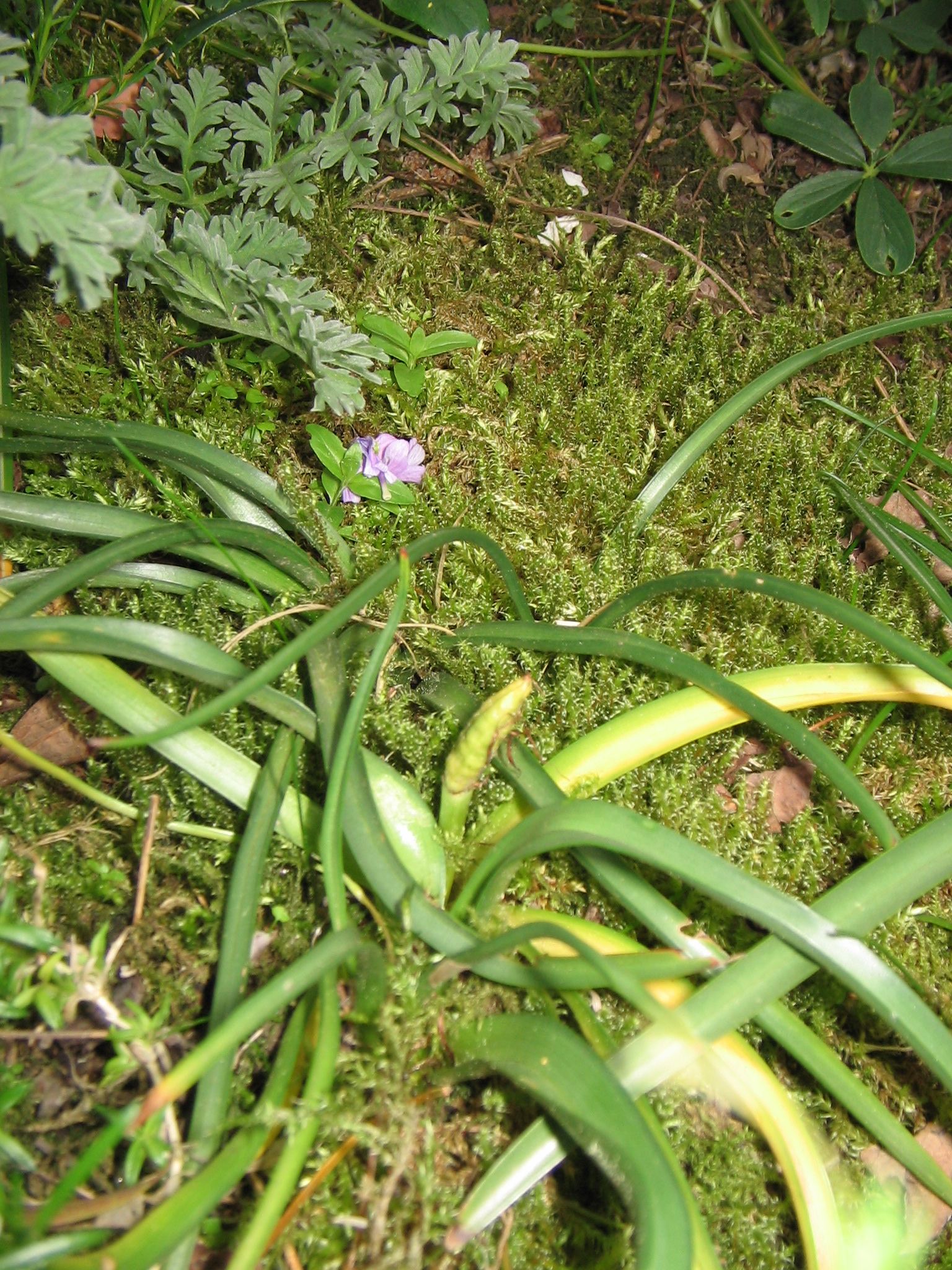
Blätter mit Kapselfrucht (Frühling)
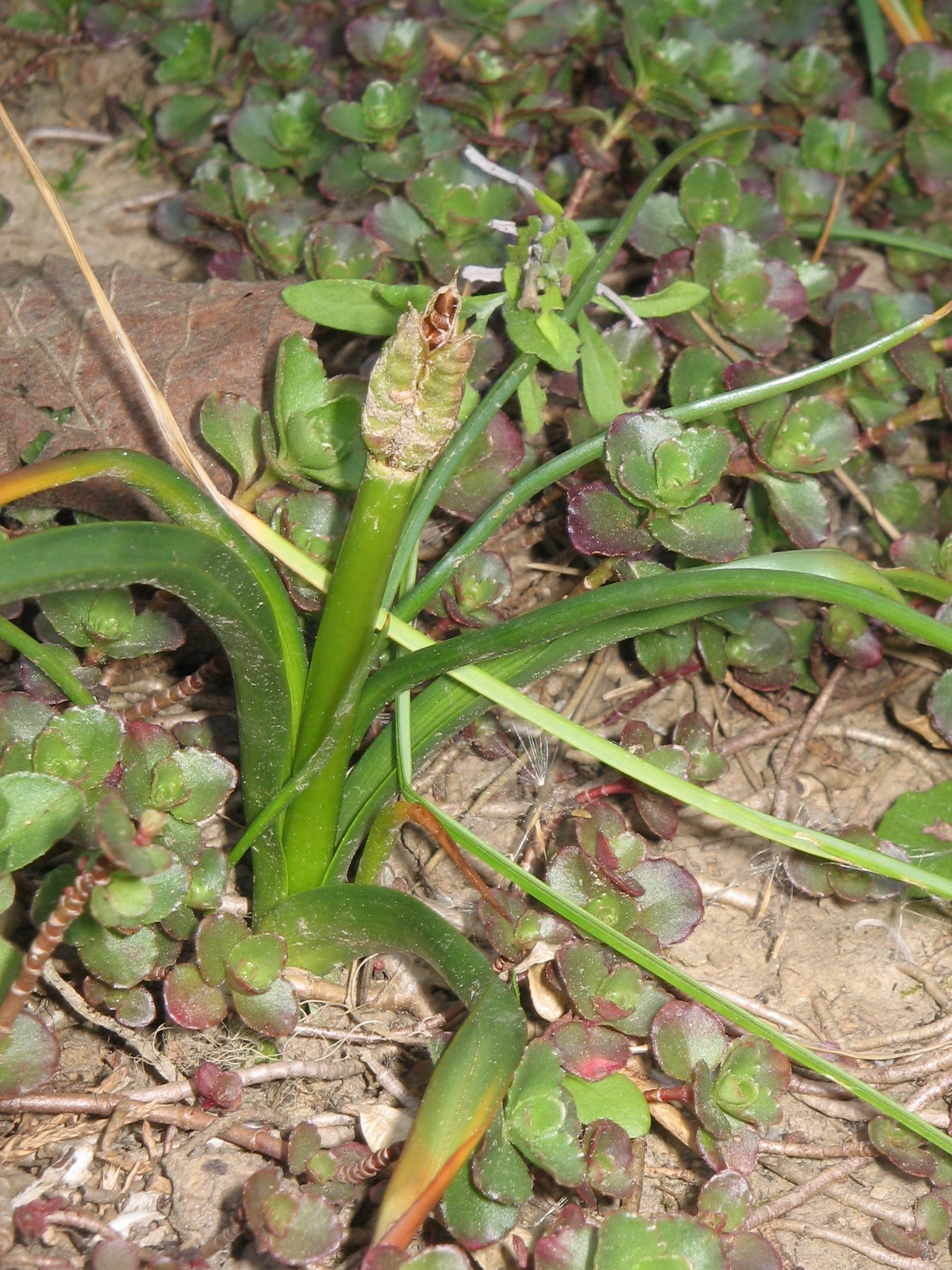
Habitus, Laubblätter mit öffnender Kapselfrucht (Frühling)
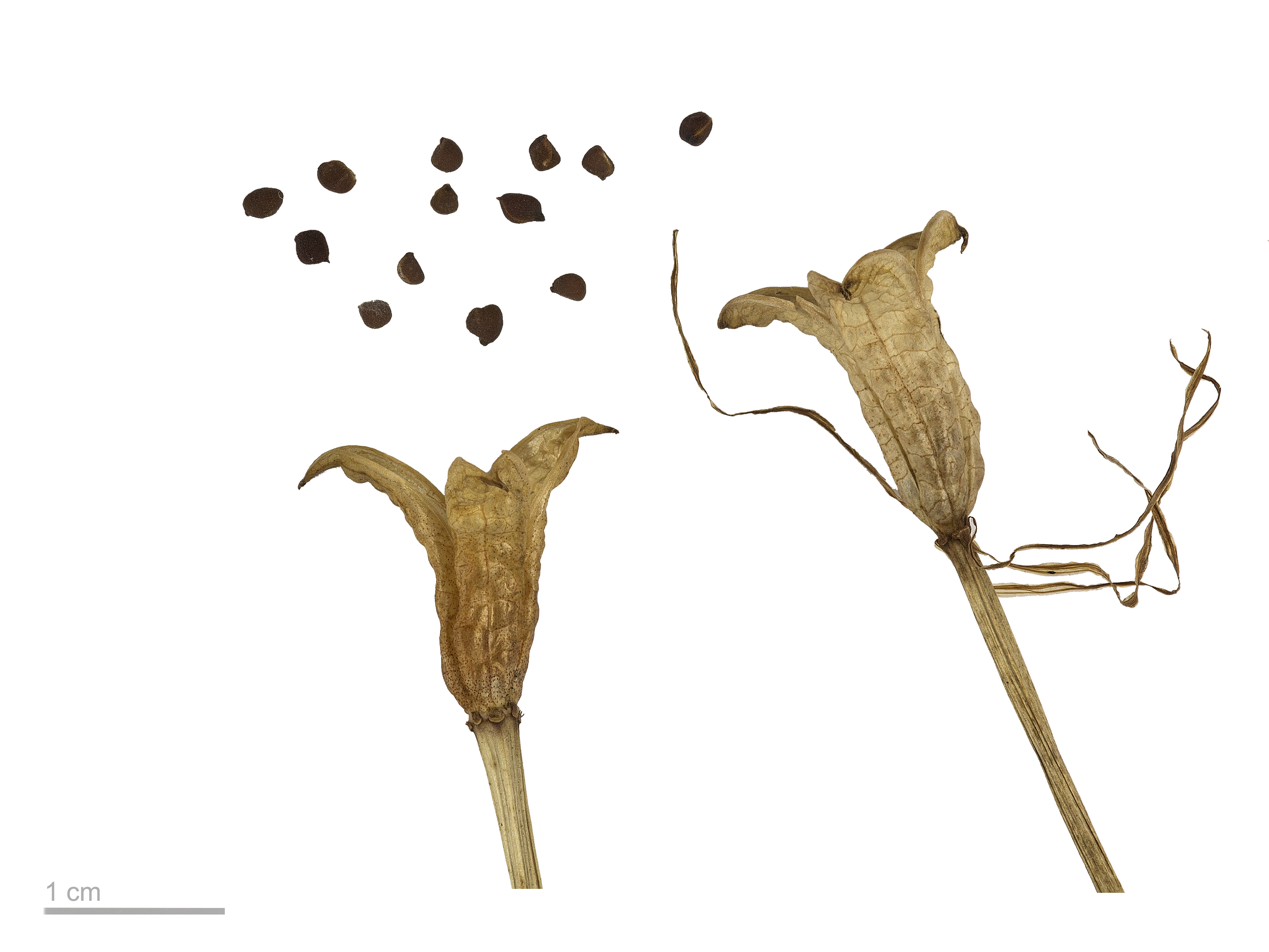
Geöffnete Kapselfrüchte und Samen (Herbarmaterial)

## Belege
- Eckehart J. Jäger, Friedrich Ebel, Peter Hanelt, Gerd K. Müller (Hrsg.): Rothmaler Exkursionsflora von Deutschland. Band 5: Krautige Zier- und Nutzpflanzen. Spektrum Akademischer Verlag, Berlin Heidelberg 2008, ISBN 978-3-8274-0918-8.